# 南斯拉夫人民軍
南斯拉夫人民軍，一般簡稱為JNA，國際场合有時會採用英語Yugoslav People's Army的簡稱YPA。

## 起源
南斯拉夫人民軍的前身為第二次世界大戰時的「南斯拉夫人民解放軍和游击队」，其第一支正規部隊為1941年12月21日建立的「第一无产阶级旅」。二戰結束後，1945年，南斯拉夫以戰時的人民解放軍為基礎建立國家軍隊「南斯拉夫軍」。之後1951年12月建軍十周年時更名為「南斯拉夫人民軍」。

## 組織

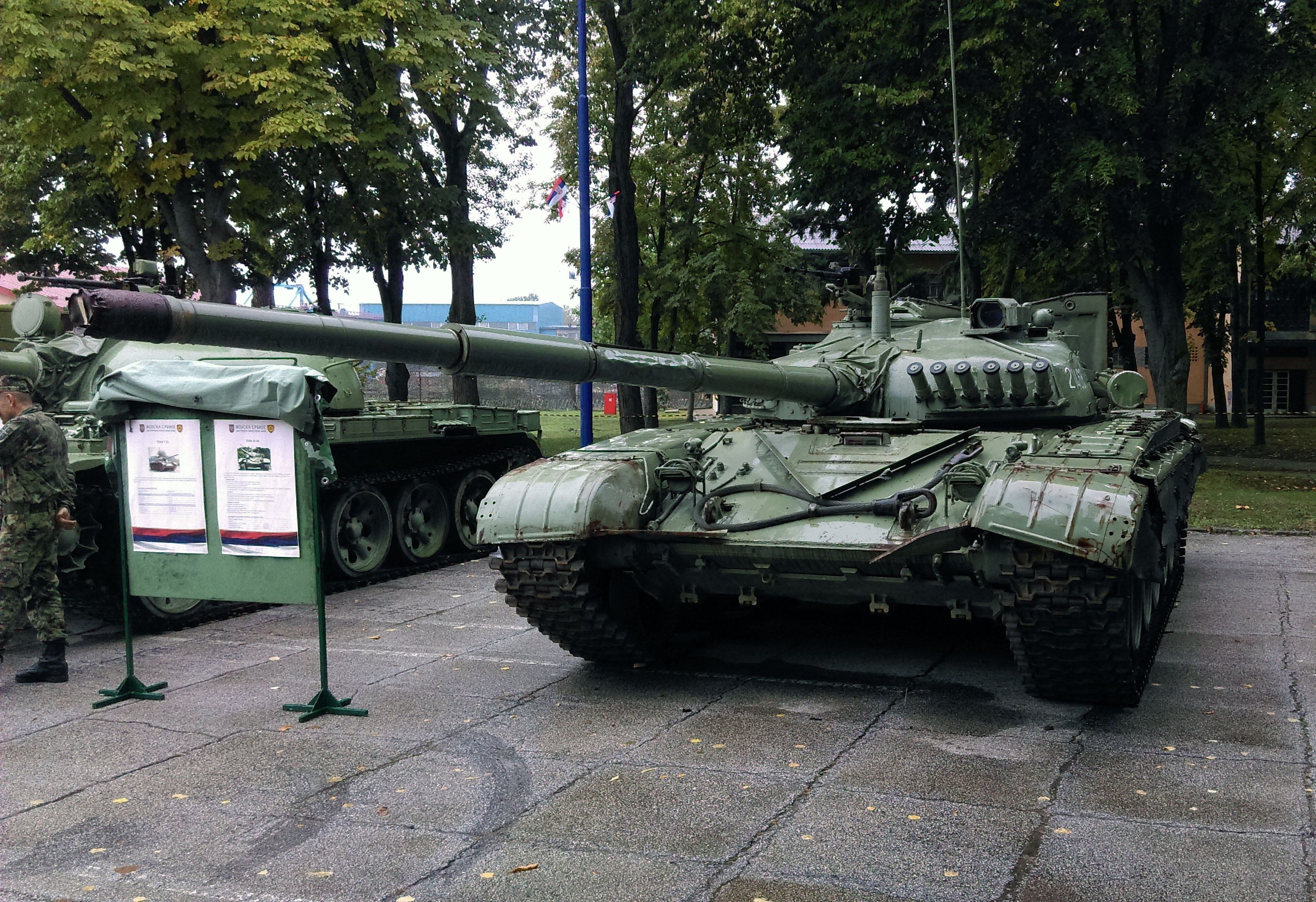
南斯拉夫人民軍陸軍的M-84主戰坦克

南斯拉夫人民軍有完整的陸海空三軍編制，全盛時期曾經為世界第四大作戰部隊。
為了機動性及管理方便，軍隊部屬分為四大軍區：
- 貝爾格萊德軍區：負責克罗地亞東部、包含伏伊伏丁那省的塞爾維亞北部以及波斯尼亞－黑塞哥維納共和国。
- 薩格勒布軍區：負責斯洛文尼亞共和国及克罗地亞共和国北部。
- 斯科普里軍區：負責馬其頓共和国、塞爾維亞共和国南部以及黑山共和国。
- 斯普利特海軍區。

南斯拉夫人民軍的18萬部隊中，有超過10萬屬於志願軍。另外還設立了「邊防軍」做為輔助部队。
1969年起，南斯拉夫人民军的政治工作由南斯拉夫人民军共产主义者联盟组织负责。

## 輔助單位
1968年8月20日，由於華沙条約组织中的苏联、东德、波兰、匈牙利、保加利亚五國集结30万军队入侵捷克斯洛伐克，铁托在各共和國及自治省建立了「邊防軍」做為人民軍的輔助單位。 从1974年起，邊防軍部隊直接聽命於其所代表的共和國及自治省，並且與人民軍平等。

## 瓦解
1992年，波黑獨立之後，塞爾維亞與黑山在4月27日重組聯邦，稱為「南斯拉夫聯盟共和國」。5月8日，南斯拉夫人民军重新規劃為「南斯拉夫武装力量」，並且從波斯尼亞撤離大約14000人的部隊，留下大約8000人的部隊組成波斯尼亞「塞族共和國軍」。
2003年，南斯拉夫聯盟共和國更名為「塞爾維亞和黑山」，同時南斯拉夫武装力量也更名為「塞爾維亞和黑山武裝力量」。並且在之後隨著黑山共和国独立，再分離出黑山武装力量，剩餘的部分改組成塞爾維亞武裝力量。